# Bracon bivittatus
Bracon bivittatus är en stekelart som beskrevs av Henri Saussure 1892. Bracon bivittatus ingår i släktet Bracon och familjen bracksteklar. Inga underarter finns listade.